# Zbigniew van Polen
Zbigniew van Polen (circa 1073 - Tyniec, 8 juli 1113) was van 1102 tot 1107 hertog van Polen.

## Levensloop
Rond het jaar 1073 werd Zbigniew geboren uit het huwelijk van hertog Wladislaus I Herman van Polen en een zekere Przecława, een vrouw van Slavische afkomst. Omdat dit huwelijk niet volgens de katholieke, maar volgens de Slavische ritus werd afgesloten, weigerde de Poolse katholieke kerk het huwelijk te erkennen en beschouwde de kerk Zbigniew als een onechtelijk kind. Zbigniew had een bescheiden karakter en probeerde steeds om oorlog te vermijden.
Op aandringen van zijn tweede vrouw onterfde zijn vader in 1087 Zbigniew, waarna hij naar het klooster van Quedlinburg in het hertogdom Pommeren werd gestuurd. In 1090 werd dit hertogdom veroverd door tegenstanders van zijn vader en nadat Zbigniew in 1092 in opstand kwam tegen de bezetters, werd hij uit het klooster ontvoerd en naar Silezië overgebracht. Nadat hij in 1096 door zijn vader tot officiële troonopvolger werd benoemd, kreeg Zbigniew Silezië van zijn vader. Zijn halfbroer Bolesław en paltsgraaf Sieciech, die de werkelijke macht van Polen in handen had, begonnen daarop een oorlog tegen Zbigniew, die gevangen werd genomen en Silezië verloor. Onder druk van de kerk en de Poolse adel werd hij in 1097 opnieuw vrijgelaten en in 1099 verdeelde zijn vader Polen tussen zijn twee zoons. Zbigniew kreeg Groot-Polen en Koejavië, terwijl Bolesław Klein-Polen en Silezië kreeg.
Na de dood van zijn vader kreeg Zbigniew ook het hertogdom Mazovië. Zbigniew en zijn halfbroer Bolesław werden benoemd tot co-hertogen van Polen. De halfbroers hadden echter een gespannen relatie, ze begonnen een machtsstrijd  en Bolesław deed verschillende pogingen om Pommeren terug te veroveren. Pommeren bevond zich midden tussen de gebieden van Zbigniew en Zbigniew wilde dit gebied graag in handen hebben. Rond het jaar 1106 moest Zbigniew uiteindelijk Bolesław als meerdere erkennen en in 1107 werd hij uit Polen verdreven, waarna Bolesław nog de enige hertog van Polen was.
Zbigniew kreeg de steun van keizer Hendrik V, die in 1109 tijdens de oorlog tussen Polen en Bohemen met keizer een veldtocht naar Polen ondernam. Omdat de legers van Hendrik werden verslagen, mislukte de veldtocht echter. Toen er in 1111 vrede kwam tussen Bohemen en Polen, mocht Zbigniew officieel terugkeren naar Polen. Hij werd door Bolesław echter aangeklaagd voor landverraad, waarna Zbigniew gevangen werd genomen en zijn ogen werden uitgestoken. In 1113 stierf hij in gevangenschap in de stad Tyniec. Bolesław was voortaan alleenheerser van Polen.

## Voorouders
| Voorouders van Zbigniew van Polen | Voorouders van Zbigniew van Polen                                             | Voorouders van Zbigniew van Polen                                 | Voorouders van Zbigniew van Polen                                 | Voorouders van Zbigniew van Polen                                 |
| --------------------------------- | ----------------------------------------------------------------------------- | ----------------------------------------------------------------- | ----------------------------------------------------------------- | ----------------------------------------------------------------- |
| Overgrootouders                   | Mieszko II Lambert van Polen (990-1034) ∞ Richeza van Lotharingen (1000-1063) | Vladimir van Kiev (956-1015) ∞ ? (-)                              | ? (-) ∞ ? (-)                                                     | ? (-) ∞ ? (-)                                                     |
| Grootouders                       | Casimir I van Polen (1016-1058) ∞ Dobrognewa van Kiev (1012-1087)             | Casimir I van Polen (1016-1058) ∞ Dobrognewa van Kiev (1012-1087) | ? (-) ∞ ? (-)                                                     | ? (-) ∞ ? (-)                                                     |
| Ouders                            | Wladislaus I Herman van Polen (1043-1102) ∞ Przecława (1012-1087)             | Wladislaus I Herman van Polen (1043-1102) ∞ Przecława (1012-1087) | Wladislaus I Herman van Polen (1043-1102) ∞ Przecława (1012-1087) | Wladislaus I Herman van Polen (1043-1102) ∞ Przecława (1012-1087) |
| Zbigniew van Polen (1073-1113)    |                                                                               |                                                                   |                                                                   |                                                                   |

Siemowit · Lestko · Siemomysł · Mieszko I · Bolesław I · Mieszko II Lambert · Bezprym · Mieszko II Lambert · Casimir I · Bolesław II · Wladislaus I Herman · Zbigniew · Bolesław III · Wladislaus II · Bolesław IV · Mieszko III · Casimir II · Leszek I · Wladislaus III · Mieszko IV · Koenraad · Hendrik I · Hendrik II · Koenraad · Bolesław V · Leszek II · Hendrik IV · Przemysł II · Wenceslaus II · Wenceslaus III · Wladislaus I · Casimir III · Lodewijk · Hedwig · Wladislaus II Jagiello · Wladislaus III · Casimir IV · Jan I Albrecht · Alexander · Sigismund I · Sigismund II August I · Hendrik · Anna · Stefanus Báthory · Sigismund III · Wladislaus IV · Jan II Casimir · Michaël Korybut Wiśniowiecki · Jan III Sobieski · August II · Stanislaus I Leszczyński · August II · Stanislaus I Leszczyński · August III · Stanislaus II August Poniatowski